# Betzovo pravidlo
Betzovo pravidlo zformuloval Albert Betz při studiu teorie větrem poháněných strojů. Pravidlo odvozuje, jaká maximální množství energie lze získat pomocí rotoru z média, pohybujícího se zadanou rychlostí. Pro odvození maximální účinnosti takového stroje (například větrné turbíny) lze vycházet z představy, že médium se pohybuje ve formě válce s průřezem rovným průřezu disku rotoru a výškou odpovídající rychlosti průtoku média.
Nechť v1 je rychlost média nabíhajícího na rotor a v2 rychlost média za rotorem. Průměrná rychlost média vzhledem k disku rotoru bude vavg, kde
{\displaystyle v_{\rm {avg}}={\begin{matrix}{\frac {1}{2}}\end{matrix}}\cdot (v_{1}+v_{2})}
Jestliže je plocha disku rotoru rovna S, a ρ je hustota média, bude hmotnostní tok média diskem za jednotku času roven:
{\displaystyle {\dot {m}}=\rho \cdot S\cdot v_{\rm {avg}}={\frac {\rho \cdot S\cdot (v_{1}+v_{2})}{2}}}
Odvedená práce bude rovna rozdílu kinetických energií média nabíhajícího na rotor a média opouštějícího rotor:

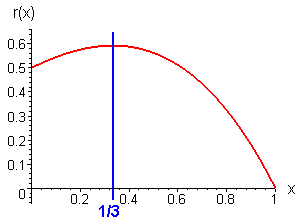
Na vodorovnou osu je vynesen poměr rychlostí média před a za rotorem, svislá osa ukazuje průběh součinitele výkonnosti C_{p}.

{\displaystyle {\dot {E}}={\begin{matrix}{\frac {1}{2}}\end{matrix}}\cdot {\dot {m}}\cdot (v_{1}^{2}-v_{2}^{2})}
{\displaystyle ={\begin{matrix}{\frac {1}{4}}\end{matrix}}\cdot \rho \cdot S\cdot (v_{1}+v_{2})\cdot (v_{1}^{2}-v_{2}^{2})}
{\displaystyle ={\begin{matrix}{\frac {1}{4}}\end{matrix}}\cdot \rho \cdot S\cdot v_{1}^{3}\cdot (1-({\frac {v_{2}}{v_{1}}})^{2}+({\frac {v_{2}}{v_{1}}})-({\frac {v_{2}}{v_{1}}})^{3})}.
Derivací {\displaystyle {\dot {E}}} podle {\displaystyle {\begin{matrix}{\frac {v_{2}}{v_{1}}}\end{matrix}}} pro dané rychlosti v1 a daný průměr disku rotoru S získáme extrém funkce{\displaystyle {\dot {E}}}. Výsledkem je hodnota maxima {\displaystyle {\dot {E}}} pro {\displaystyle {\begin{matrix}{\frac {v_{2}}{v_{1}}}={\frac {1}{3}}\end{matrix}}}.
Po dosazení této hodnoty je zřejmé, že:
{\displaystyle E_{\rm {max}}={\begin{matrix}{\frac {16}{27}}\cdot {\frac {1}{2}}\end{matrix}}\cdot \rho \cdot S\cdot v_{1}^{3}}.
Práce, kterou může odevzdat médium s rychlostí v1 rotoru o průřezu S (tedy „válec“) bude rovna:
{\displaystyle E={\begin{matrix}{\frac {1}{2}}\end{matrix}}\cdot \rho \cdot S\cdot v_{1}^{3}}.
„Součinitel výkonnosti“ Cp (= {\displaystyle {\begin{matrix}{\frac {E_{\rm {max}}}{E}}\end{matrix}}}) dosahuje maxima pro: Cp.max = {\displaystyle {\begin{matrix}{\frac {16}{27}}\end{matrix}}} = 0,593, tedy 59,3 %
Rotory reálných zařízení (například větrných turbín) vykazují další ztráty energie, které jejich účinnost dále snižují. Moderní zařízení proto dosahují hodnot Cp v rozsahu od 0,4 do 0,5, tedy 70 až 80 % teoreticky možných.